# Steven Sousa Piedade

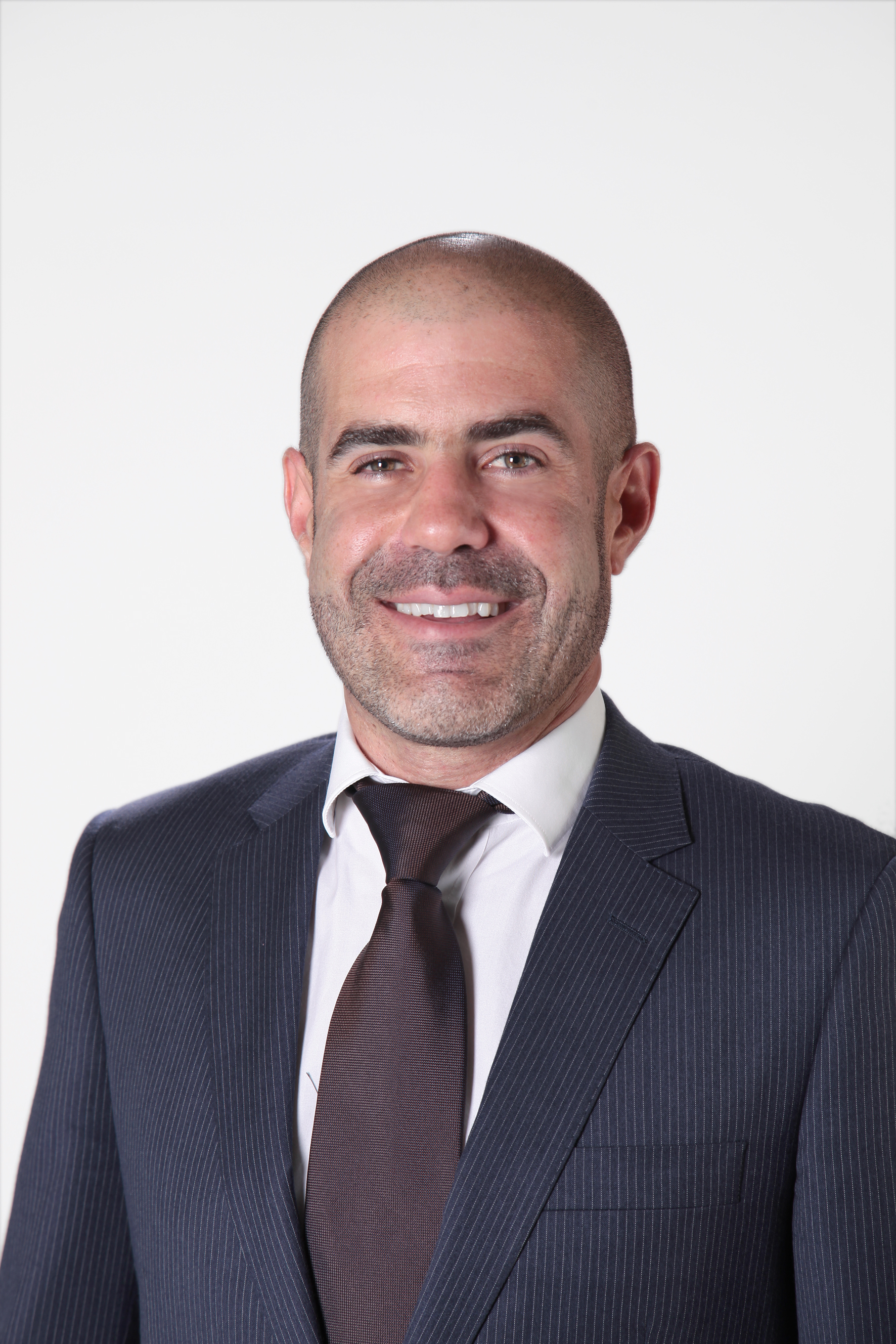
Presidente da Junta de Freguesia de Montenegro - Faro

Steven Sousa Piedade (Nova Iorque, setembro 1973) é licenciado em Ensino de Informática pela Universidade do Algarve. Desde 2009 que é presidente da junta de freguesia de Montenegro - Faro  (mandato de outubro 2009 a outubro 2013 - eleito com maioria absoluta com 43,01% das intenções de voto, nas listas da coligação "Faro está Primeiro".).
Em outubro de 2013 é novamente reeleito, com maioria absoluta, pela coligação "Juntos por Faro"  com 44,14% das intenções de voto).
Nas eleições autárquicas de 1 de outubro de 2017 é novamente reconduzido como Presidente da Junta de Freguesia de Montenegro, com a terceira maioria absoluta, desta vez com uma expressiva percentagem de votos, 47,71% (1720 votantes).

## Biografia

### Infância
Steven Sousa Piedade nasceu em Astoria, Queens, Nova Iorque em 1973.

### Educação
Steven Sousa Piedade veio para Portugal em 1980, onde frequentou a primária na Escola da Penha - Faro. Frequentou também a escola D. Afonso III e a escola Neves Júnior, também em Faro. Durante o ensino secundário frequentou o Curso de Quimicotecnia da Escola Secundária João de Deus - antigo Liceu de Faro.
Durante a sua permanência na universidade colaborou com algumas das direcções das Associações de Estudantes, bem como a Direcção da Associação Académica da Universidade do Algarve. Integrou alguns órgãos da Universidade do Algarve, tais como:
- Membro do Senado Universitário, pela UCEH em 1997/1998 na Universidade do Algarve;
- Membro da Assembleia da Universidade, pela UCEH em 1997/1998 na Universidade do Algarve;
- Membro do Conselho Pedagógico, pela UCEH em 1998/1999 na Universidade do Algarve;
- Membro do Conselho Pedagógico, pela UCEH em 1999/2000 na Universidade do Algarve;
- Membro da Assembleia de Representantes, pela UCEH 1999/2000 na Universidade do Algarve;
- Membro da Assembleia da Universidade, pela UCEH em 1999/2000 na Universidade do Algarve.

No decorrer do ano de 2016 concluiu com sucesso a Pós-Graduação em Proteção Civil que desenvolve uma abordagem aprofundada sobre vários aspetos relacionados com o universo da proteção civil, nas suas diferentes vertentes, reconhecendo ainda o caráter transversal a vários domínios desta temática do Instituto Manuel Teixeira Gomes.

## Carreiras

### Profissional em Áreas
Após concluir os estudos no final do século XX, Steven Sousa Piedade foi docente, actuou no ensino e na formação. Tem integrado inúmeras associações, um interesse que desenvolveu desde muito cedo.

### Docente
Exerceu a sua actividade Docente na Escola Secundária Poeta António Aleixo - Portimão, na Escola Secundária João de Deus - Faro e na Escola Secundária de Pinheiro e Rosa - Faro. Desde setembro de 2009 que está ao abrigo de uma licença sem vencimento.

### Desportiva
Fez parte do Conselho de Arbitragem da Federação Portuguesa de Vela como membro no período de Fevereiro 2003 e Janeiro de 2006. Fez também parte da Comissão Regional de Arbitragem da Associação Regional de Vela do Sul, como membro, durante o período Abril 2005 a Janeiro de 2006.

### Condecorações
Foi atribuída pela Liga dos Bombeiros Portugueses, por proposta do Comandante do Corpo de Bombeiros da Associação Humanitária de Bombeiros de Faro Cruz Lusa a Medalha de Serviços Distintos Grau Ouro em janeiro de 2023. 
Foi atribuída pela, New York Portuguesa American Leadership Conference, a distinção de HONORARY GRAND MARSCHALL em junho de 2016.

### Política
A carreira política de Steven Sousa Piedade iniciou-se logo após o seu décimo quinto aniversário, através da participação em diversas actividades promovidas pelo Partido Social Democrata (PPD/PSD - Faro). Após ter-se filiado no PSD, iniciou as suas incursões na estrutura concelhia da JSD. Durante este período foi Coordenador da Comissão Académica da JSD/Algarve, entre outros.
Entre Dezembro de 2001 e Janeiro 2005 é eleito como membro Assembleia da Junta de Freguesia do Montenegro do Concelho de Faro.
É eleito para Presidente da Junta de Freguesia de Montenegro em 11 de Outubro de 2009. Cargo que exerceu até outubro de 2021, completando assim o limite máximo de três mandatos consecutivos na Freguesia de Montenegro.
Foi membro do Conselho Geral da ANAFRE (Associação Nacional de Freguesias) entre 2 de fevereiro de 2014 e 26 de janeiro e 2018 e é eleito para Vogal no Conselho Directivo da Delegação Distrital de Faro em 29 de abril de 2014.
Em 6 de junho de 2013 toma posse como Vice-presidente da Mesa da Assembleia da Comissão Politica de Secção de Faro do PPD/PSD, eleito através das listas do seu companheiro Cristóvão Norte.
Em 9 de dezembro de 2017 é eleito como Tesoureiro na Comissão Politica de Secção de Faro do Partido Social Democrata, nas listas do sua companheira Ofélia Ramos.
Em 26 de janeiro de 2018 é eleito como membro efetivo do Conselho Diretivo da Associação Nacional de Freguesias (ANAFRE) para o quadriénio 2017-2021. 

Em 4 de fevereiro de 2018 é eleito como membro efetivo do Conselho Nacional dos Autarcas Sociais Democratas para o quadriénio 2017-2021. 

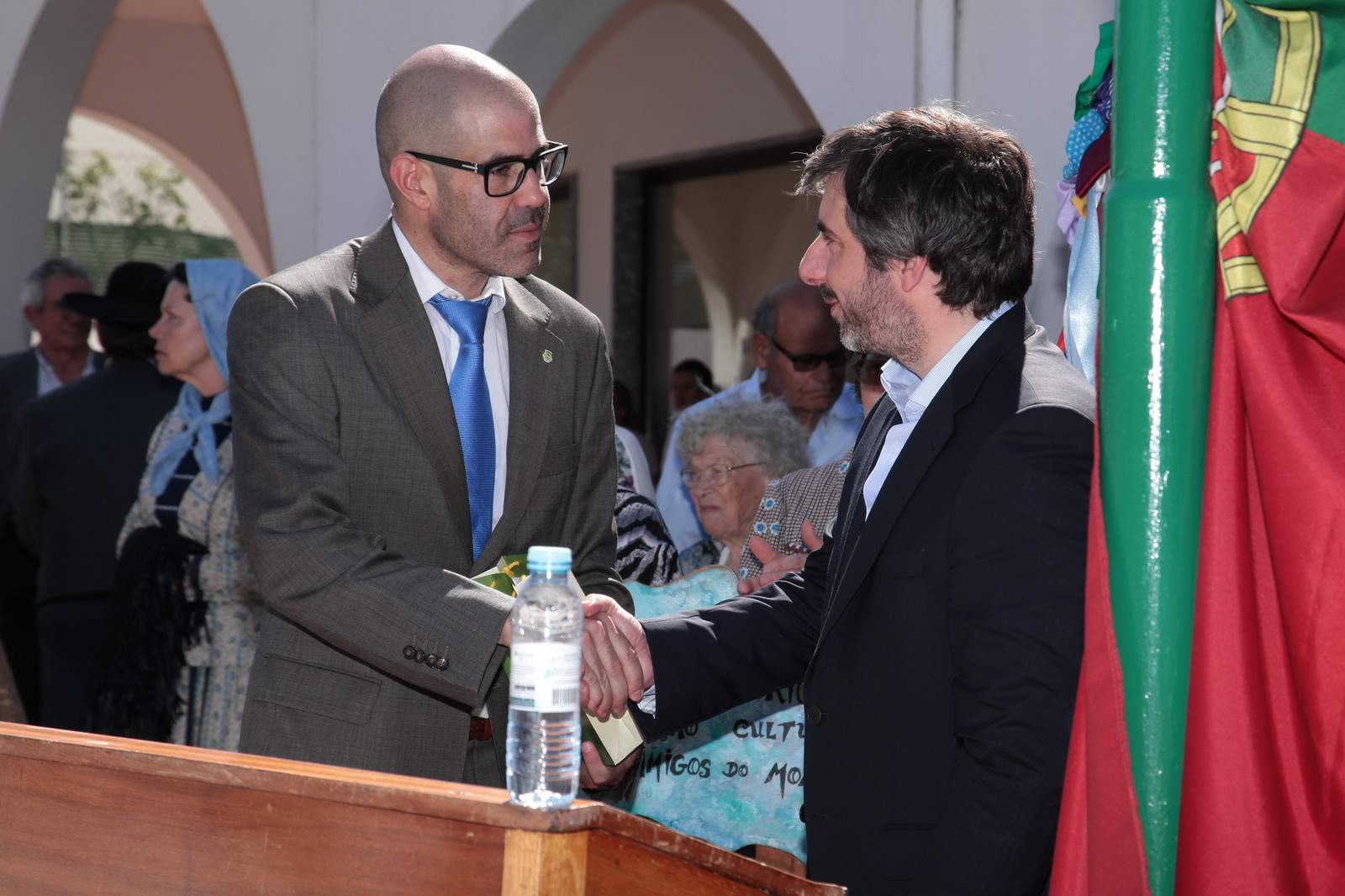
Na inauguração da nova sede da Junta de Freguesia de Montenegro. Na imagem temos o Presidente Steven Sousa Piedade e o Secretário de Estado Pedro Lomba

### Social
Desde 4 de novembro de 2023 é Presidente da Federação de Bombeiros do Algarve. 
Desde 12 de setembro de 2015 é Presidente da Direção da Associação Humanitária de Bombeiros de Faro - Cruz Lusa.
Foi Diretor Nacional da  Associação Nacional de Jovens Empresários (ANJE) pelo Algarve entre outubro 2013  e janeiro de 2017, anteriormente havia sido Director Regional ANJE Algarve (2010). Integrou também a Comissão Regional Executiva da Associação Nacional de Jovens Empresários, entre maio de 2009 e outubro de 2013.
Foi vogal da Direcção Centro de Incubação Tecnológica Empresarial Ambiental de Tavira entre outubro de 2006 e dezembro 2016.
Foi Presidente da Associação Nacional de Professores de Informática entre Maio 2005 e Maio de 2007, posteriormente foi eleito Presidente da Mesa da Assembleia da Associação Nacional de Professores de Informática entre Maio 2007 e Maio 2011.
É sócio fundador do Clube Todo o Terreno de Faro – Off Road Club.